# Bob na Zimskih olimpijskih igrah 1964
Bob na Zimskih olimpijskih igrah 1964.

## Rezultati

### Dvosed
| Poz | Ekipa                                                    | Čas     |
| --- | -------------------------------------------------------- | ------- |
| 1   | Združeno kraljestvo I (Robin Thomas Dixon, Anthony Nash) | 4:21,90 |
| 2   | Italija II (Sergio Zardini, Romano Bonagura)             | 4:22,02 |
| 3   | Italija I (Eugenio Monti, Sergio Siorpaes)               | 4:22,63 |

### Štirised
| Poz | Ekipa                                                                      | Čas     |
| --- | -------------------------------------------------------------------------- | ------- |
| 1   | Kanada I (Peter Kirby, Doug Anakin, John Emery, Vic Emery)                 | 4:14,46 |
| 2   | Avstrija I (Erwin Thaler, Adolf Koxeder, Josef Nairz, Reinhold Durnthaler) | 4:15,48 |
| 3   | Italija II (Eugenio Monti, Sergio Siorpaes, Benito Rigoni, Gildo Siorpaes) | 4:15,60 |